# Karl Friedrich Salomon Liscovius
Karl Friedrich Salomon Liscovius (* 8. November 1780 in Leipzig; † 31. März 1844 ebenda) war ein deutscher Arzt und Physiologe.

## Leben
Er lernte an der Thomasschule zu Leipzig. Er studierte Medizin an der Universität Leipzig und promovierte 1813 zum Dr. med. Liscovius ließ sich als Arzt in Leipzig nieder. 1825 wurde er Privatdozent, 1831 außerordentlicher und 1838 ordentlicher Professor der allgemeinen Therapie und Arzneimittellehre in Leipzig. Er verfasste mehrere Werke zur menschlichen Stimme.

## Werke
- Theorie der Stimme (1814)
- Über Pfeifen mit heutigen Wänden (1842)
- Einfluss der verschiedenen Weite der Labialpfeifen auf ihre Tonhöhe (1843)
- Einfluss der Flaschenform auf die Tonhöhe der darin tönenden Luft mit Beziehungen auf die Menschenstimme (1843)
- Zur Theorie der tönenden Luftsäulen (1843)